# Makrofagni inflamatorni protein
Makrofagni inflamatorni proteini (MIP) pripadaju familiji citokina poznatih kao hemokini. Kod ljudi, postoje dva glavna oblika, MIP-1α i MIP-1β koja se zvanično nazivaju CCL3 i CCL4, respektivno. Ova dva hemokina su značajni faktori koje proizvode makrofage nakon stimulacije sa bakterijskim endotoksinima. Oni aktiviraju ljudske granulocite (neutrofile, eozinofile i bazofile), što može da dovede do akutne neutrofilske inflamacije. Oni takođe indukuju sintezu i oslobađanje drugih proinflamatornih citokina kao što su interleukin 1 (IL-1),  i TNF-α iz fibroblasta i makrofaga. Geni za CCL3 i CCL4 su locirani na ljudskom hromozomu 17.

## Spoljašnje veze
- Macrophage+Inflammatory+Proteins на 